# Operazione Redfold
L'operazione Redfold (in inglese: Operation Redfold) è un piano di emergenza della difesa del Regno Unito progettato per guidare gli aiuti militari alle autorità civili in caso di un'emergenza generalizzata verificatasi durante il periodo successivo alla Brexit. È il programma di pianificazione militare dell'operazione a guida civile Yellowhammer.
Fino a 3.500 membri del personale delle forze armate britanniche sono stati contingentemente incaricati di supportare l'operazione Redfold, di cui circa 350 sono riservisti. È stato riportato sul The Times nel settembre 2019 che un grande contingente di 3.500 forze forti sarebbe stato prelevato dalla Royal Military Police.. Dopo l'attivazione, le attività operative avranno sede nel complesso Pindar, secondo i media, ma il comando e il controllo sarebbero coordinati da un bunker nel Ministero della difesa a Whitehall.